# Idaea costaria
Idaea costaria är en fjärilsart som beskrevs av Walker 1863. Idaea costaria ingår i släktet Idaea och familjen mätare. Inga underarter finns listade i Catalogue of Life.